# 凱烏魯塞爾凱湖
凱烏魯塞爾凱湖（芬蘭語：Keurusselkä）是芬蘭的湖泊，位於該國中部，屬於科凱邁基河流域的一部分，長27公里，面積117.3平方公里，海拔高度105.4米，平均水深6.4米，最大水深40米。

## 外部連結
- University of Helsinki, Division of Geophysics. . Project home page.   [2013-04-21]. （原始内容存档于2011-07-20）.